# Mercedes-Benz SLS AMG
 (août 2019).
Si vous disposez d'ouvrages ou d'articles de référence ou si vous connaissez des sites web de qualité traitant du thème abordé ici, merci de compléter l'article en donnant les références utiles à sa vérifiabilité et en les liant à la section « Notes et références ».
La Mercedes-Benz SLS AMG est un modèle du constructeur allemand Mercedes-Benz. Elle reprend les portes papillon de la 300 SL des années 1950. 5000 Mercedes SLS AMG ont été produites de 2009 à 2015 toutes versions et modèles confondus, dont 4000 coupés et 1000 roadsters.

## Caractéristiques techniques
Ce modèle, conçu par AMG (comme les autres modèles sportifs de la gamme) reprend le moteur V8 6,2 L atmosphérique M156 développé par le préparateur (et installé dans nombre de modèles : Classes C, E, CL, S, SL, CLS, ML, CLK 63 AMG). Il développe 571 ch à 6 800 tr/min et un couple de 650 N m à 4 750 tr/min. Les performances annoncées sont un 0 à 100 km/h effectué en 3,8 s et une vitesse maximale limitée électroniquement de 317 km/h. La répartition des masses est de 47/53, soit 47 % du poids à l’avant et 53 % à l’arrière.
Au salon de Paris de 2010, une version e-cell électrique de la SLS a été présentée.

## Design

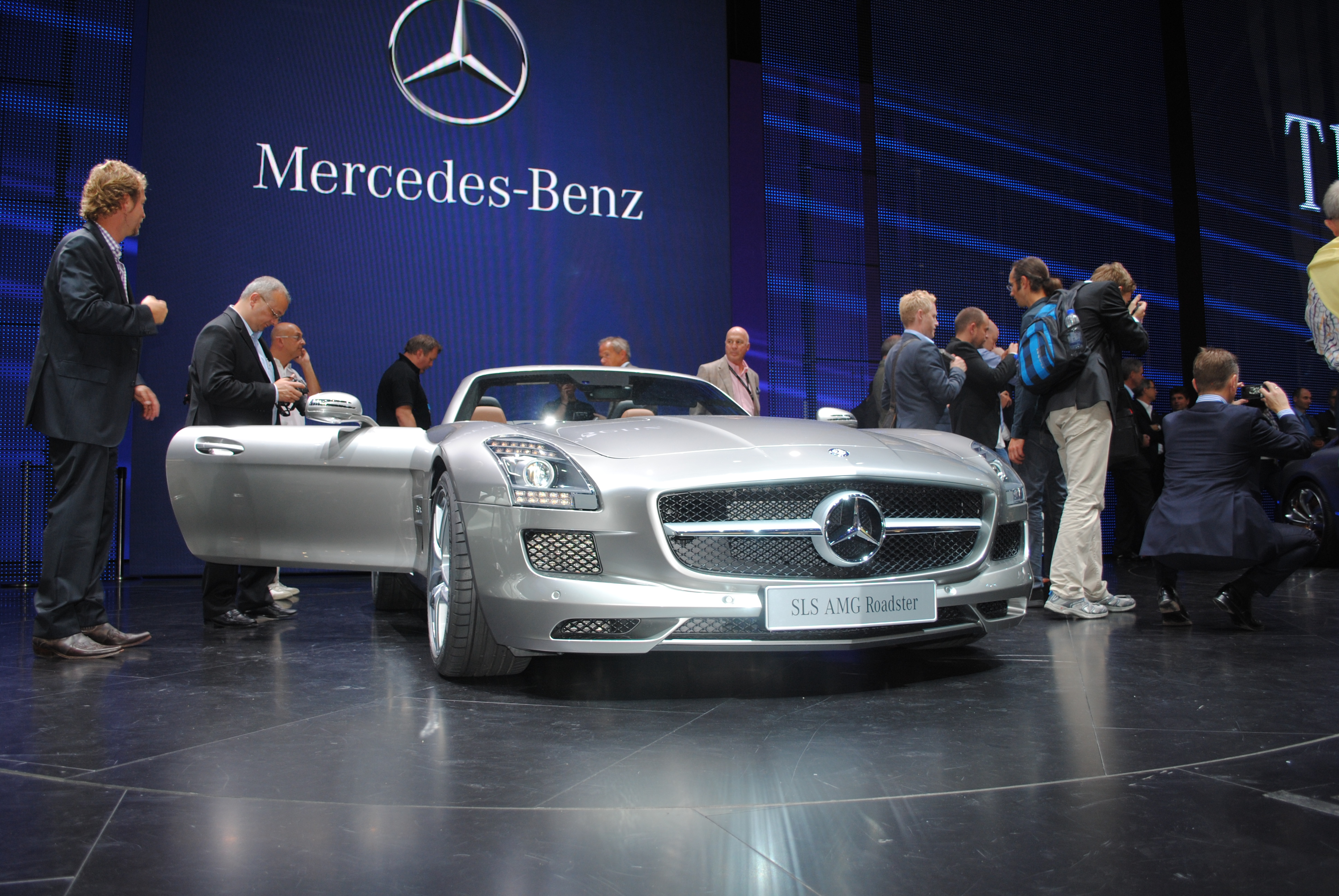
Une Mercedes SLS AMG Roadster présentée au Salon de Genève en 2011.

La SLS a été réalisé sous la supervision du designer Gorden Wagener pour sa partie extérieure et par Hartmut Sinkwitz pour le design intérieur.

## Mercedes-Benz SLS AMG GT3

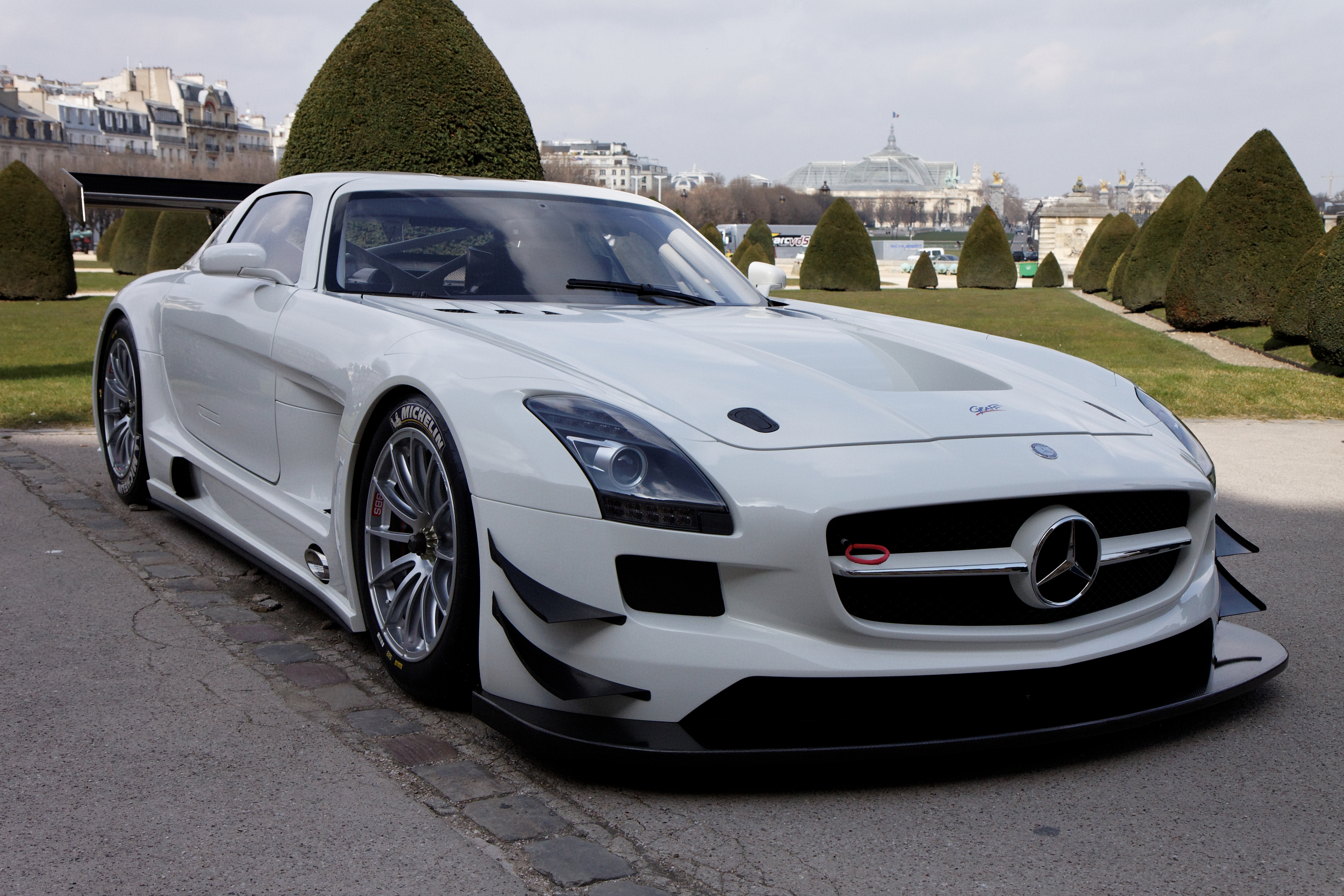
Mercedes-Benz SLS AMG GT3 lors de la présentation du Blancpain Endurance series aux Invalides à Paris en mars 2011.

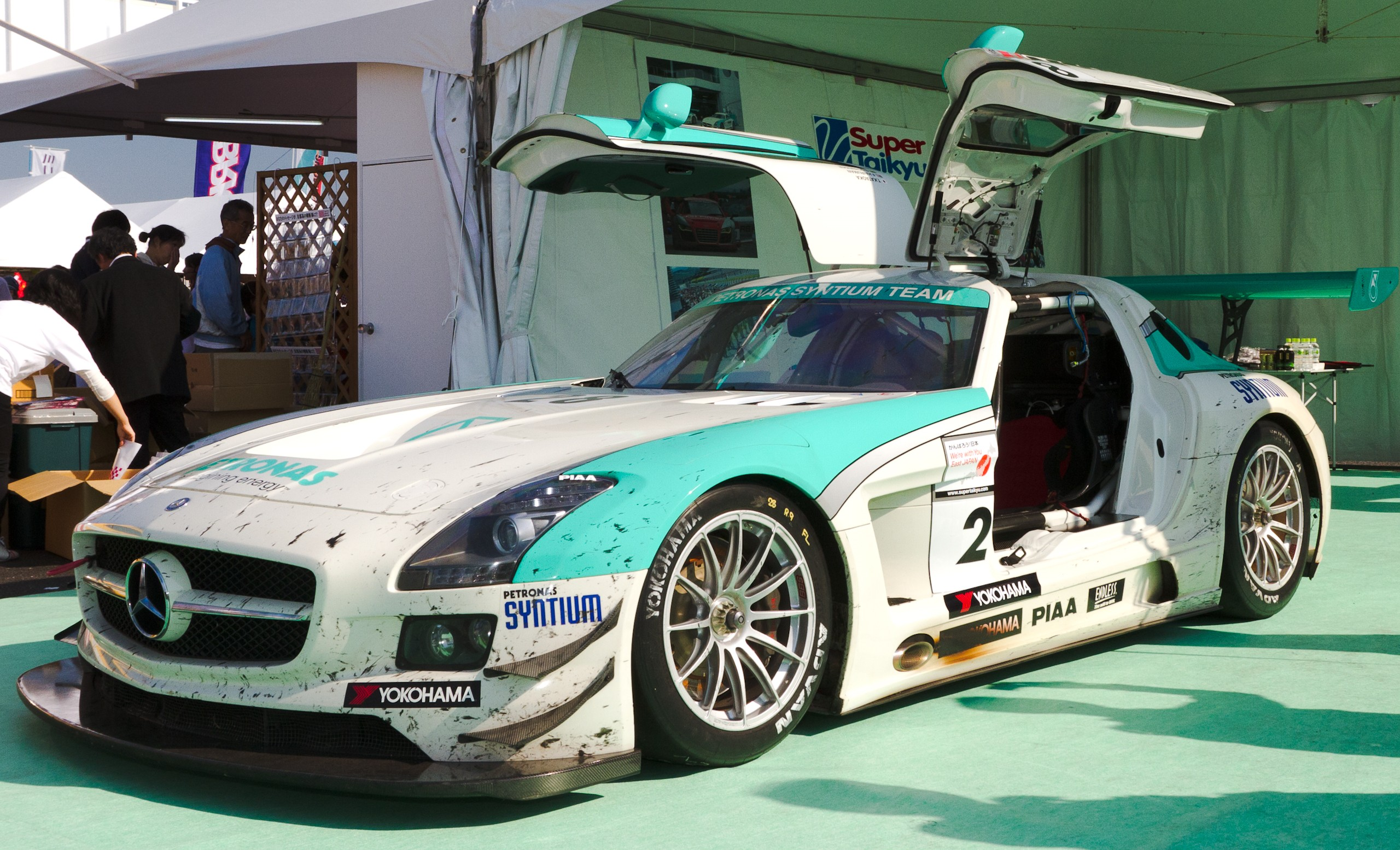
Mercedes-Benz SLS AMG GT3 engagée en Super Taikyu ST-X class au Japon en 2011.

La Mercedes-Benz SLS AMG GT3 est une version élaborée pour le championnat GT3. Elle se distingue de la version route par un aileron arrière, un extracteur et divers appendices aérodynamiques. Elle est aussi moins lourde d'environ 300 kg.
En 2012, une série spéciale 45e anniversaire limitée à cinq exemplaires a été diffusée. Elle se démarque notamment par une peinture grise mat spécifique, un arceau peint en gris anthracite mat. La console centrale, comme le tableau de bord, sont décorés en fibre de carbone mate.

## Mercedes-Benz SLS AMG Roadster

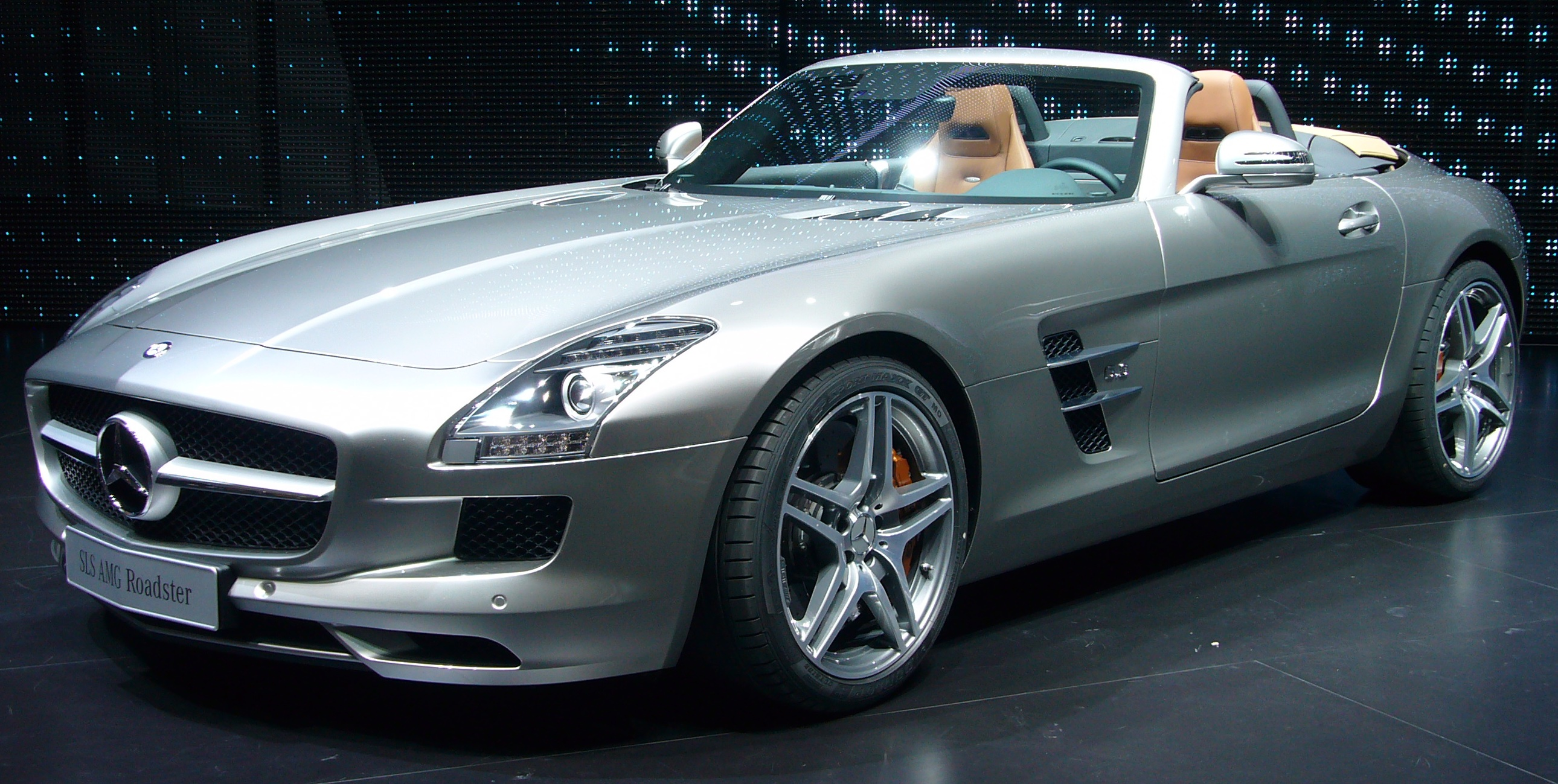
Mercedes-Benz SLS AMG Roadster présentée au IAA Francfort 2011.

En 2011, Mercedes-Benz dévoile sur le web les premières photos de la future version cabriolet de la SLS AMG produite par le constructeur allemand. Dotée d'une capote en toile nécessitant onze secondes pour se déployer, celle-ci ne rajoute que 40 kilogrammes au poids de la voiture. Ce mécanisme permet aussi à la voiture de rouler à une vitesse de 50 km/h pendant son abaissement dans le coffre du véhicule. Les portes sont modifiées et perdent la cinématique papillon au profit d'une ouverture plus classique. La future SLS AMG Roadster fait ses débuts devant le grand public en septembre 2011 au salon de Francfort. Elle est limitée a 1000 exemplaires en version roadster.

## Mercedes-Benz SLS AMG GT

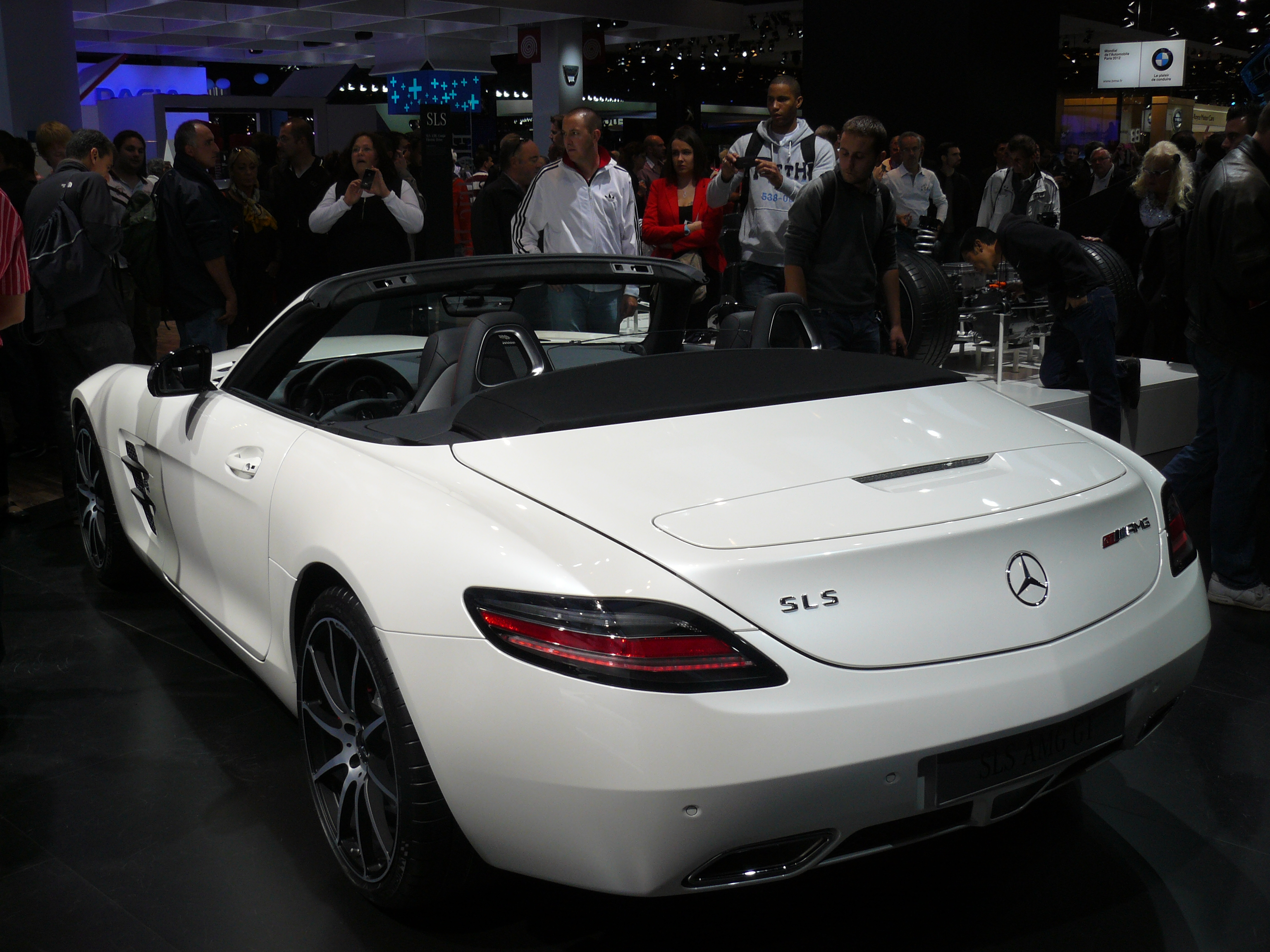
La version GT au Mondial de Paris 2012.

Il s’agit d’une version 591 Cv du même moteur.

## Mercedes-Benz SLS AMGBlack Series
Présentée au Mondial de Paris 2012, la SLS AMG Black Series offre un moteur profondément revu, nommé M159. Développant une puissance de 630 ch, ce fut le V8 atmosphérique de série le plus puissant jusqu'au lancement de la Chevrolet Corvette C8 Z06 dotée du moteur V8 Gemini,,. Elle est allégée (70 kg de moins que le modèle standard, soit 1 550 kg), et les performances s'en ressentent : 3,6 s pour atteindre 100 km/h. La vitesse maximale est de 315 km/h, soit 2 km/h de moins que le modèle standard. Elle peut être équipée d'un aileron.

## Mercedes-Benz SLS AMG Electric Drive

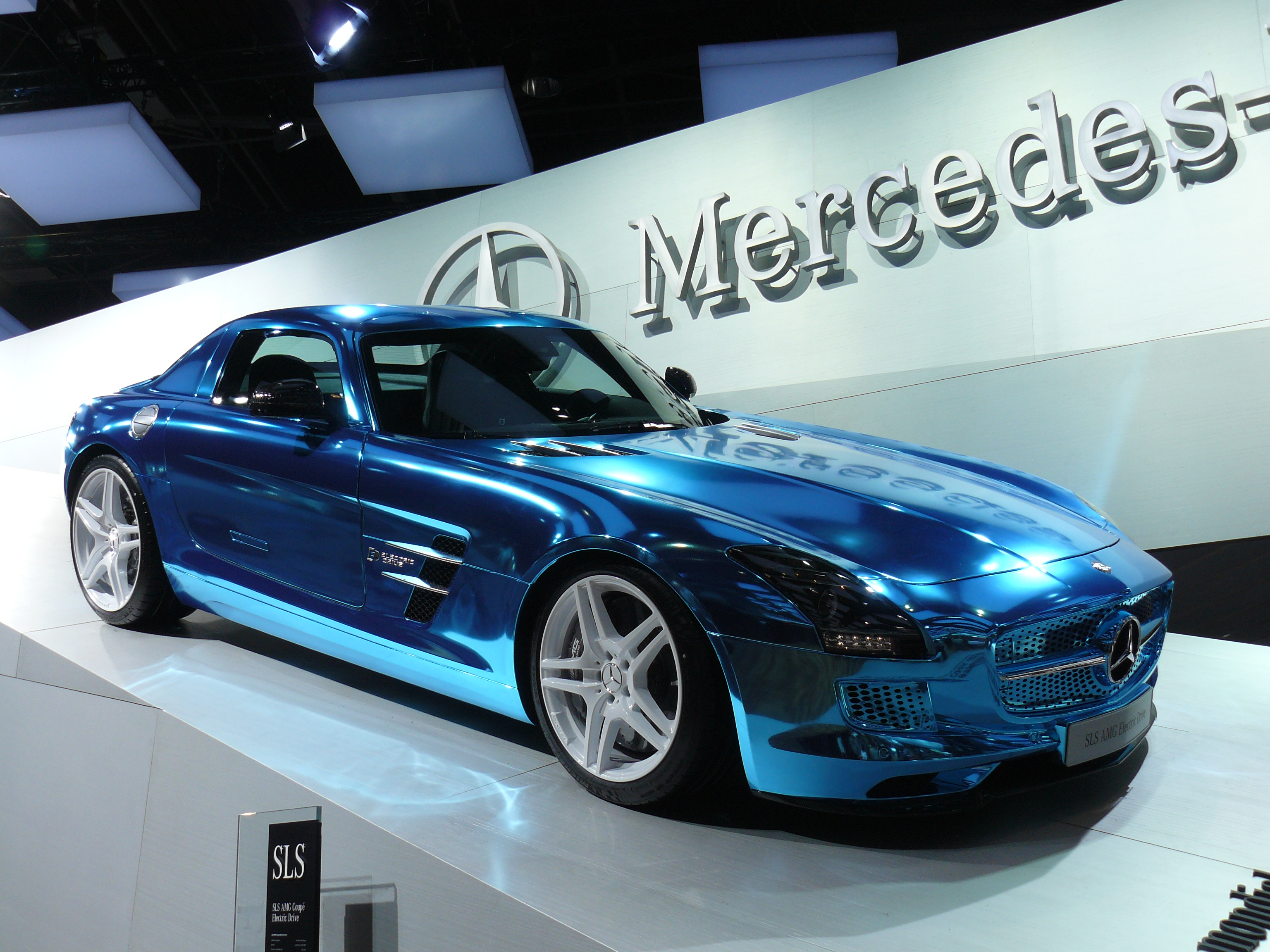
La Version Electric Drive au Mondial de Paris 2012.

Présentée au Mondial de Paris 2012, la SLS AMG Electric Drive à la teinte exclusive bleue est disponible en juin 2013. Elle dispose de quatre moteurs électriques disposés dans chaque roue, sa puissance est égale à 751 chevaux et elle atteint le 0 à 100 en 3,9 secondes pour une vitesse maximale limitée à 250 km/h et une autonomie de 400 kilomètres.
Techniquement, elle dispose d'une batterie lithium-ion 72 cellules de 60 kWh pesant 548 kg.
La Mercedes SLS AMG Electric Drive a établi, en juin 2013, le record pour une « voiture électrique de série » du tour du Nürburgring en 7 min 56 s.

## Mercedes SLS AMG GT Final Edition[6]

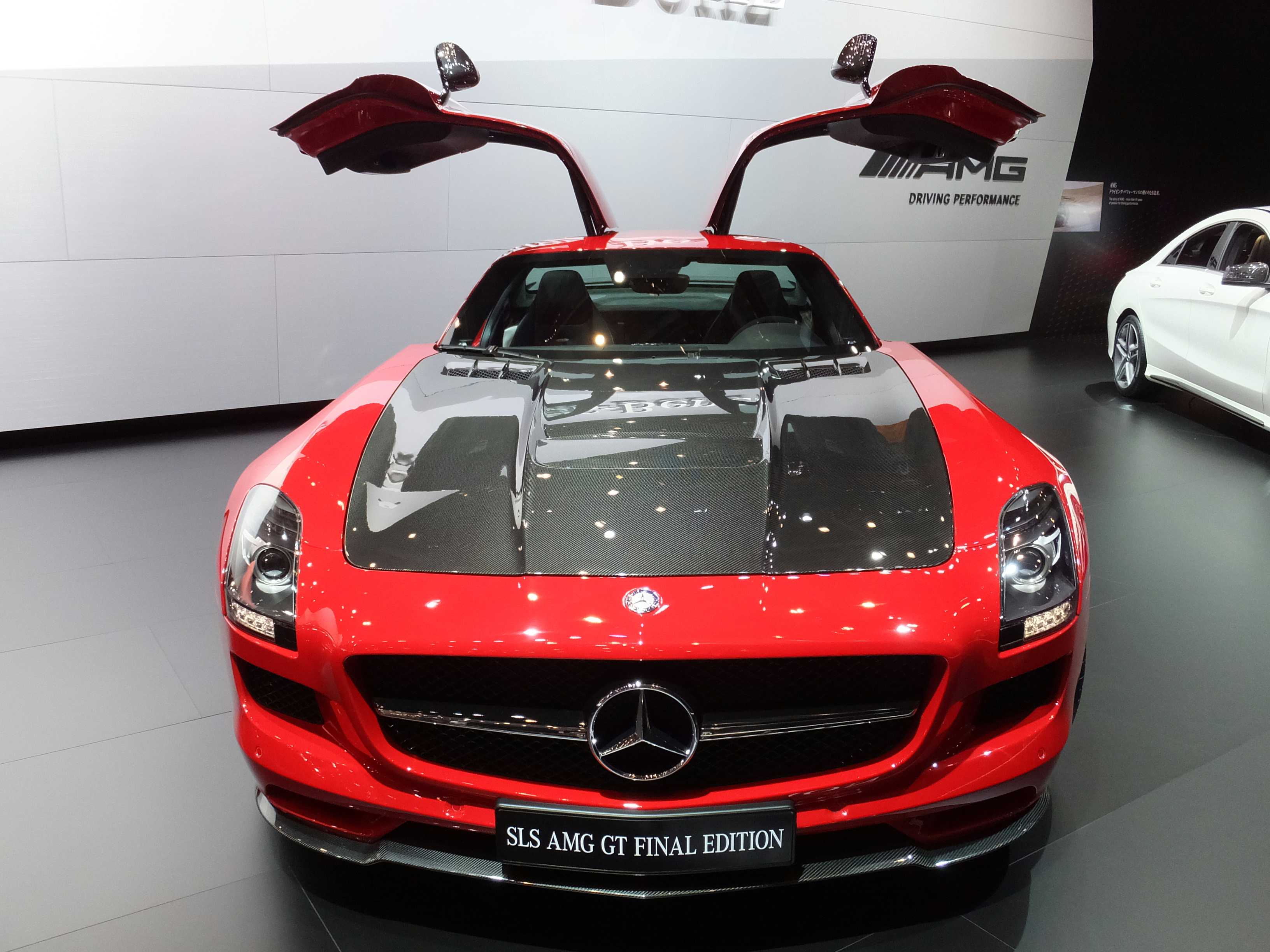
Mercedes SLS AMG GT Final Edition au Tokyo Motor Show.

Après seulement quatre petites années de carrière, la Mercedes SLS AMG tire sa révérence. Une série présentée aux salons de Los Angeles et Tokyo clôt définitivement sa carrière.
La SLS AMG GT Final Edition est commercialisée à partir de mars 2014 en versions coupé et cabriolet. La production est limitée à 350 exemplaires. Sous le capot, on trouve la déclinaison 591 chevaux du V8 6,2 litres d'AMG, une puissance obtenue à 6 800 tr/min. Le couple monte quant à lui jusqu'à 650 N m, à 4 750 tr/min. Une motorisation couplée à une boite AMG Speedshift DCT double embrayage à 7 rapports. 
Mercedes annonce un 0 à 100 km/h réalisé en 3,7 secondes, un 0 à 200 km/h en 11,2 secondes et une vitesse maximale limitée électroniquement à 320 km/h.

## Galerie

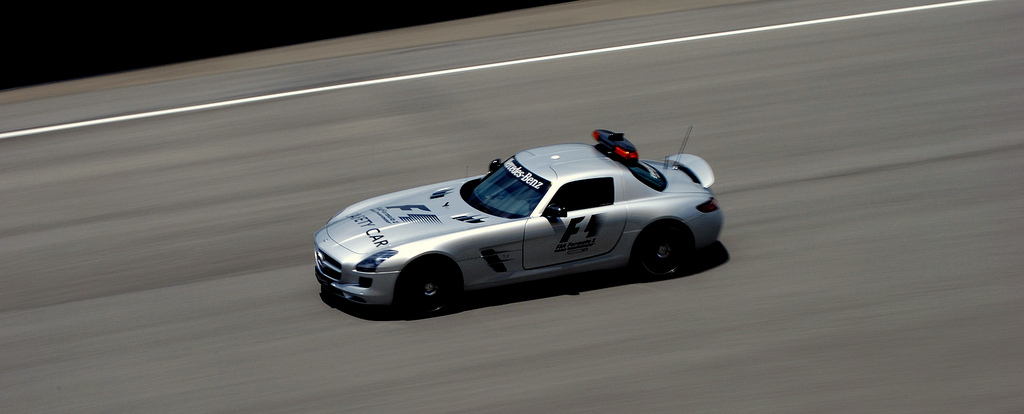
La version 2010 F1 Safety Car de la Mercedes SLS.
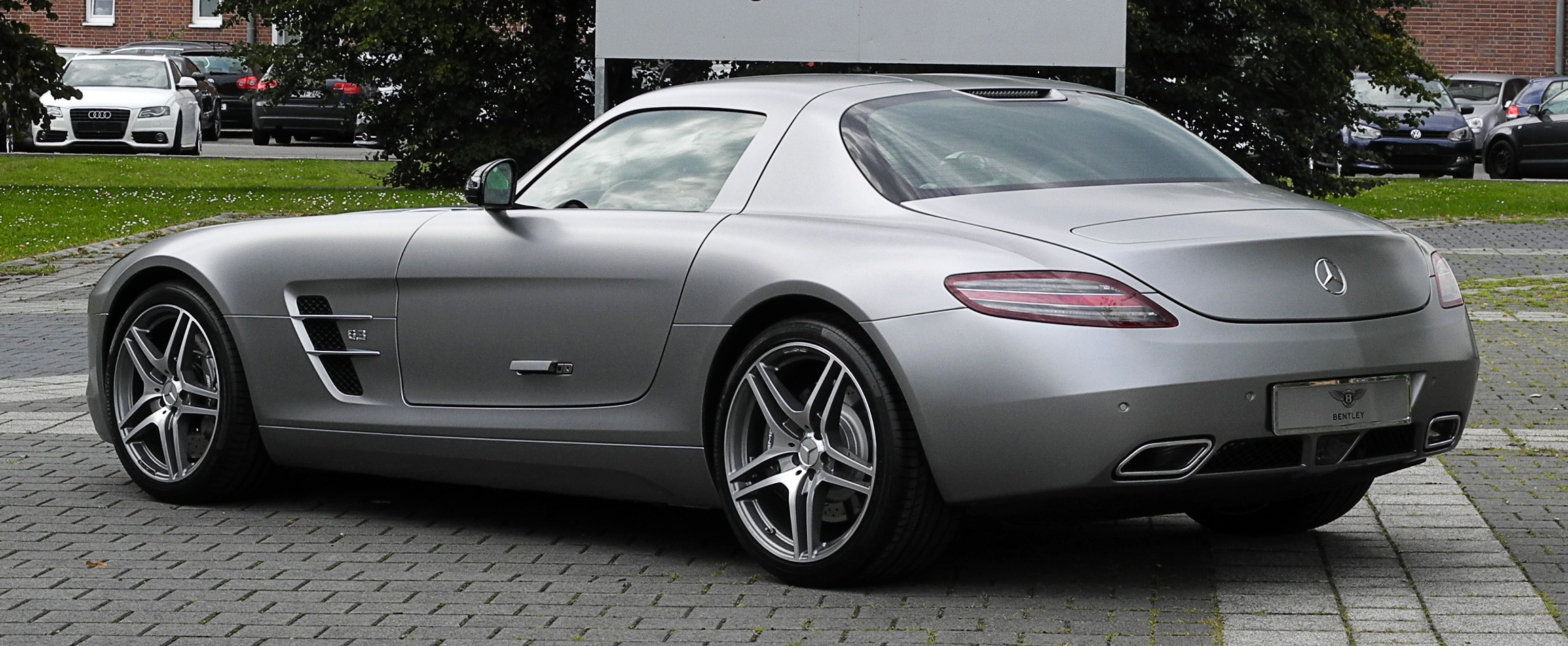
Vue arrière.
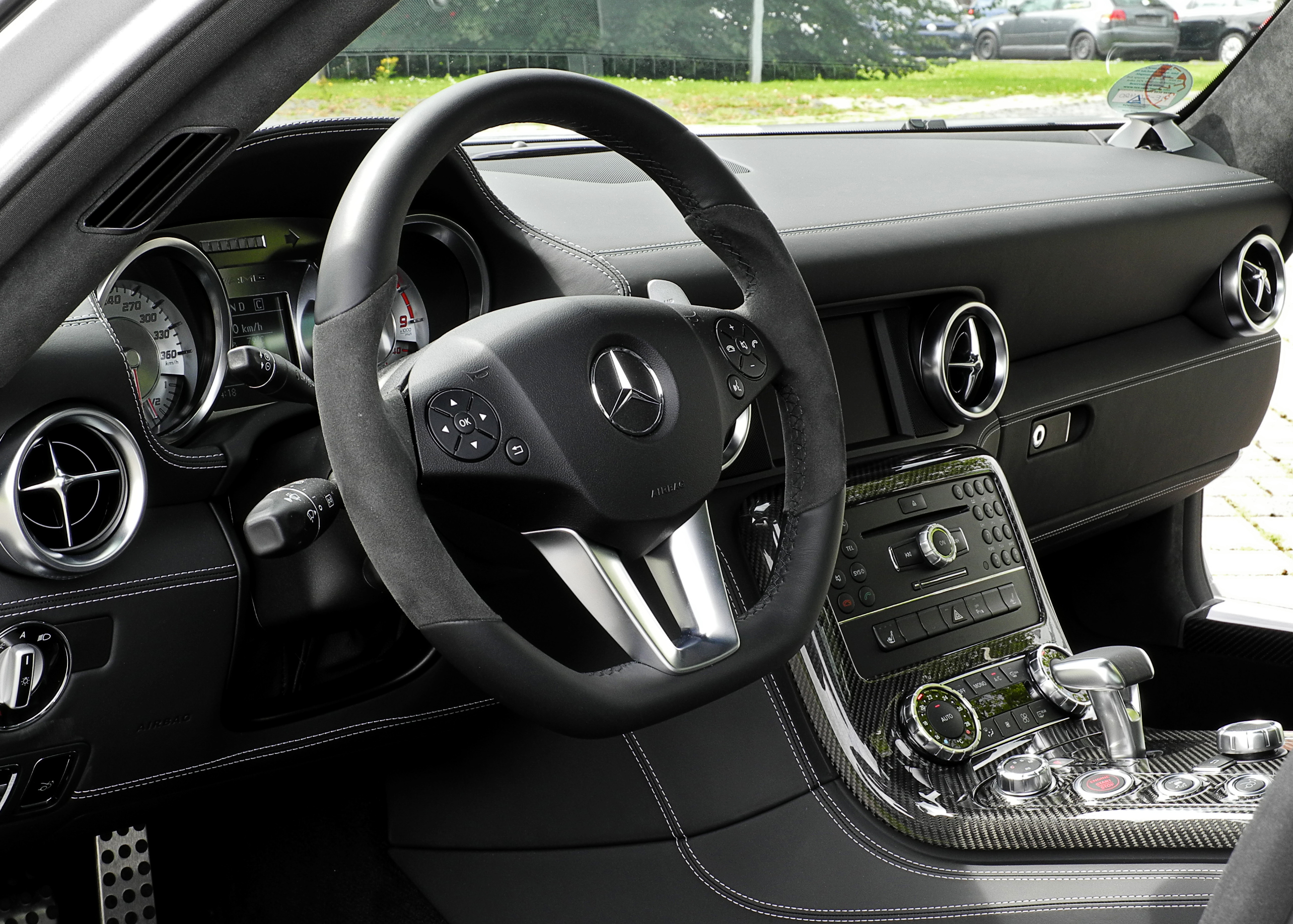
L'habitacle de la SLS.